# Maire d'arrondissement (Allemagne)
En Allemagne, les grandes villes et particulièrement les villes-États de Hambourg et de Berlin sont divisées en arrondissements municipaux (Stadtbezirk) qui disposent d'une administration collégiale élue et dirigée par un maire d'arrondissement (Bezirksbürgermeister). Il préside le centre administratif (Bezirksamt) dans une mairie d'arrondissement (Bezirksrathaus). Son statut diffère selon la ville, mais son pouvoir est bien plus limité que celui d'un bourgmestre d'une commune.

## Maire et bourgmestre
Le maire et le bourgmestre peuvent être tous deux traduits en allemand par Bürgermeister. Ainsi, le bourgmestre de Berlin est un Bürgermeister et le maire d'arrondissement de Berlin est également un Bezirksbürgermeister. L'allemand Bürgermeister et le français bourgmestre n'ont cependant pas la même définition : alors qu'il s'agit étymologiquement en français du mestre d'un bourg, c'est-à-dire la personne dépositaire de l'autorité municipale, il s'agit en allemand de la juxtaposition de Bürger (« citoyen ») et de Meister (« mestre, représentant ») citée pour la première fois au XIIIe siècle,. Un Bezirksbürgermeister est donc le représentant des citoyens d'un arrondissement municipal, subdivision d'une commune.
En allemand, d'autres termes peuvent être usités, comme Bezirksamtsleiter à Hambourg, Bezirksbeiratsvorsitzender à Brême ou encore Bezirksvorsteher, Bezirksverordnetenvorsteher (« représentant des délégués d'arrondissement »), suivant les nuances administratives locales et les différences de mandatures et de représentativité.

## Maire d'arrondissement de Berlin
La réforme territoriale du Grand Berlin le 1er octobre 1920 a divisé la ville en 20 Stadtbezirke (traduits alternativement « district » ou « arrondissement » en français). La plupart de ces districts étaient des anciennes communes équipées d'un hôtel de ville où siégeait le bourgmestre. Quand le bourgmestre d'un hôtel de ville brandebourgeois est devenu maire d'une mairie d'arrondissement berlinoise, il a changé de statut et perdu une partie de ses prérogatives. Lors de la réforme territoriale de 2001, les 20 districts ont été transformés en 12 arrondissements.
En parallèle de l'élection législative locale quinquennale du Parlement berlinois, les citoyens berlinois inscrits sont appelés à voter pour former l'assemblée des délégués d'arrondissement. C'est un scrutin de liste et le parti majoritaire nomme le maire d'arrondissement et ses cinq adjoints.
D'après la loi, l'arrondissement berlinois est une « unité territoriale autonome sans personnalité juridique » (Selbstverwaltungseinheit ohne Rechtspersönlichkeit)

## Maire d'arrondissement de Hambourg
La ville-état libre et hanséatique de Hambourg est divisée en sept arrondissements. Chaque arrondissement est dirigé par une mairie ou office d'arrondissement (Bezirksamt) avec à sa tête un maire (Bezirksamtleiter) élu pour six ans. Le maire est élu parmi les députés du parti majoritaire de l'assemblée d'arrondissement (Bezirksversammlung) et nommé par le sénat de la ville libre et hanséatique de Hambourg (Senat der Freien und Hansestadt Hamburg), d'après la loi (Bezirksverwaltungsgesetz) du 22 mai 1978. 
Le budget du maire d'arrondissement est sous contrôle juridictionnel de l'administration fiscale et du parlement de Hambourg (Hamburgische Bürgerschaft).
On nommait le maire d'arrondissement Bezirksleiter dans l'après-Guerre avant de retrouver l'appellation officielle de Bezirksamtsleiter. Cependant, il est couramment appelé dans la presse Bezirksbürgermeister, comme à Berlin.